# Frank Willner
Frank Willner (* 6. Oktober 1969) ist ein deutscher Poolbillardspieler. Er wurde 2005 Deutscher Meister der Herren und 2010 Senioren-Europameister.

## Karriere
Bei der Deutschen Meisterschaft 1998 erreichte Frank Willner mit dem fünften Platz im 8-Ball und dem neunten Platz im 14/1 endlos seine ersten größeren Erfolge.
Nachdem er 2004 nicht über einen 13. Platz hinauskam, wurde er 2005 im Finale gegen Patrick Kämpfner Deutscher Meister im 8-Ball-Pokal.
2006 wurde Willner Neunter im 14/1 endlos.
Bei seiner letzten Deutschen Meisterschaft der Herren erreichte Willner 2008 den 13. Platz im 9-Ball.
Deutschen Meisterschaft der Senioren 2009 kam er im 8-Ball und im 14/1 endlos auf den neunten Platz.
2010 erreichte Willner bei der Senioren-Europameisterschaft im 14/1 endlos und im 9-Ball das Finale. Nachdem er im 9-Ball dem Portugiesen Henrique Correia unterlag, besiegte er diesen im 14/1 und wurde somit Europameister. Bei der Deutschen Meisterschaft desselben Jahres gewann er Bronze im 14/1 endlos.
2011 wurde er im 8-Ball, 9-Ball und im 10-Ball Fünfter.
Bei der Senioren-EM 2012 erreichte Willner im 10-Ball das Finale, verlor dieses jedoch gegen Correia.
Im selben Jahr erreichte er bei der DM erneut in drei Disziplinen den fünften Platz.
Nachdem Willner im August 2013 mit der deutschen Senioren-Mannschaft Europameister geworden war, gewann er im Oktober bei der Deutschen Meisterschaft Silber im 14/1 endlos und Bronze im 10-Ball.
2014 hingegen kam er nicht über das Viertelfinale im 9-Ball hinaus.